# Perittia sibirica
Perittia sibirica is een vlinder uit de familie grasmineermotten (Elachistidae). De wetenschappelijke naam is voor het eerst geldig gepubliceerd in 1992 door Sinev.
De soort komt voor in Europa.